# Bogusławki (Barciany)
Bogusławki (deutsch Groß Bogslack) ist eine nicht mehr bewohnte Ortsstelle in der polnischen Woiwodschaft Ermland-Masuren innerhalb des Gebietes der Gmina Barciany (Landgemeinde Barten) im Powiat Kętrzyński (Kreis Rastenburg).

## Geographische Lage
Die nicht mehr bebaute und bewohnte Siedlung (polnisch Osada) liegt am Westufer des Flüsschens Guber in der nördlichen Mitte der Woiwodschaft Ermland-Masuren, 19 Kilometer nordwestlich der Kreisstadt Kętrzyn (deutsch Rastenburg).

## Geschichte
Der kleine um 1414 Buxlauken und um 1785 Groß Bockslack genannte Ort war vor 1945 ein Vorwerk von Dönhofstädt (polnisch Drogosze) im ostpreußischen Kreis Rastenburg. Im Jahre 1820 waren hier 54 Einwohner registriert, 1885 waren es bereits 60 und 1905 schon 62.
In Kriegsfolge kam Groß Bogslack 1945 zusammen mit dem südlichen Ostpreußen zu Polen und erhielt die polnische Namensform „Bogusławki“. Heute ist hier nur noch eine verlassene Ortsstelle zu sehen – ohne Gebäude und ohne Einwohner. Sie ist Teil der Landgemeinde Barciany (Barten) im Powiat Kętrzyński (Kreis Rastenburg), bis 1998 der Woiwodschaft Olsztyn, seither der Woiwodschaft Ermland-Masuren zugehörig.

## Kirche
Bis 1945 war Groß Bogslack in die evangelische Kirche Paaris in der Kirchenprovinz Ostpreußen der Kirche der Altpreußischen Union sowie in die katholische Kirche Korschen im damaligen Bistum Ermland eingepfarrt.
Heute gehört Bogusławki zur katholischen Pfarrei Parys im jetzigen Erzbistum Ermland, außerdem zur evangelischen Kirchengemeinde Barciany, einer Filialgemeinde der Johanneskirche in Kętrzyn in der Diözese Masuren der Evangelisch-Augsburgischen Kirche in Polen.

## Verkehr
Die Ortsstelle Bogusławkis ist vom Nachbarort Wiklewo (Groß Winkeldorf) aus über einen Landweg zu erreichen. Ein Bahnanschluss existiert nicht.